# Democratas-Cristãos e Flamengos
Os Democratas-Cristãos e Flamengos (em flamengo: Christen-Democratisch en Vlaams, CDV) é um partido político democrata-cristão, da região da Flandres na Bélgica.
A exemplo de outros partidos belgas, o CDV é o descendente da secção flamenga do unitário Partido Social Cristão, até este se dividir conforme as zonas linguísticas e regionais da Bélgica em 1968. O seu partido irmão da zona francófona é o Centro Democrático Humanista.
Historicamente, o partido tem um apelo eleitoral diverso, algo que faz que haja diversas facções internas, embora a facção de centro-direita seja a predominante.
Na Flandres, o CDV foi, historicamente, o maior partido em termos eleitorais, mas nos últimos anos, tem sido ultrapassado pelo nacionalista Nova Aliança Flamenga.
Ideologicamente, o partido segue uma linha democrata-cristã, economicamente liberal e pró-europeísta, mas, nos últimos anos tem adoptado um nacionalismo flamengo moderado.
A nível internacional, o CDV é membro do Partido Popular Europeu e da Internacional Democrata Centrista.

## Nomes do Partido
- Partido Popular Cristão (CVP) - 1968 a 2001
- Democratas Cristãos e Flamengos (CDV) - 2001 a actualidade

## Resultados eleitorais

### Eleições legislativas

#### Câmara dos Deputados
| Data | CI. | Votos     | %            | +/- | Deputados | +/- | Status   | Aliança            |
| ---- | --- | --------- | ------------ | --- | --------- | --- | -------- | ------------------ |
| 1971 | 1.º | 967 701   | 18,3 / 100,0 |     | 40 / 212  |     | Governo  |                    |
| 1974 | 2.º | 1 222 646 | 23,3 / 100,0 | 5,0 | 50 / 212  | 10  | Governo  |                    |
| 1977 | 1.º | 1 460 757 | 26,2 / 100,0 | 2,9 | 56 / 212  | 6   | Governo  |                    |
| 1978 | 1.º | 1 447 112 | 26,1 / 100,0 | 0,1 | 57 / 212  | 1   | Governo  |                    |
| 1981 | 1.º | 1 165 239 | 19,3 / 100,0 | 6,8 | 43 / 212  | 14  | Governo  |                    |
| 1985 | 1.º | 1 291 244 | 21,3 / 100,0 | 2,0 | 49 / 212  | 6   | Governo  |                    |
| 1987 | 1.º | 1 195 363 | 19,5 / 100,0 | 1,8 | 43 / 212  | 6   | Governo  |                    |
| 1991 | 1.º | 1 036 165 | 16,8 / 100,0 | 2,7 | 39 / 212  | 4   | Governo  |                    |
| 1995 | 1.º | 1 042 933 | 17,2 / 100,0 | 0,4 | 29 / 150  | 10  | Governo  |                    |
| 1999 | 2.º | 875 455   | 14,1 / 100,0 | 3,1 | 22 / 150  | 7   | Oposição |                    |
| 2003 | 3.º | 870 749   | 13,3 / 100,0 | 0,8 | 21 / 150  | 1   | Oposição |                    |
| 2007 | 1.º | 1 234 950 | 18,5 / 100,0 | 5,2 | 25 / 150  | 4   | Governo  | Coligação com N-VA |
| 2010 | 3.º | 707 986   | 10,9 / 100,0 | 7,6 | 17 / 150  | 8   | Governo  |                    |
| 2014 | 3.º | 783 060   | 11,6 / 100,0 | 0,7 | 18 / 150  | 1   | Governo  |                    |
| 2019 | 4.º | 602 520   | 8,9 / 100,0  | 2,7 | 12 / 150  | 6   |          |                    |

#### Senado
| Data | CI.                                        | Votos                                      | %                                          | +/-                                        | Deputados                                  | +/-                                        | Aliança                                    |
| ---- | ------------------------------------------ | ------------------------------------------ | ------------------------------------------ | ------------------------------------------ | ------------------------------------------ | ------------------------------------------ | ------------------------------------------ |
| 1971 | Coligação com Centro Democrático Humanista | Coligação com Centro Democrático Humanista | Coligação com Centro Democrático Humanista | Coligação com Centro Democrático Humanista | Coligação com Centro Democrático Humanista | Coligação com Centro Democrático Humanista | Coligação com Centro Democrático Humanista |
| 1974 | 2.º                                        | 1 219 811                                  | 23,5 / 100,0                               |                                            | 27 / 106                                   |                                            |                                            |
| 1977 | 1.º                                        | 1 446 806                                  | 26,2 / 100,0                               | 2,7                                        | 28 / 106                                   | 1                                          |                                            |
| 1978 | 1.º                                        | 1 420 777                                  | 25,9 / 100,0                               | 0,3                                        | 29 / 106                                   | 1                                          |                                            |
| 1981 | 1.º                                        | 1 149 353                                  | 19,3 / 100,0                               | 6,6                                        | 22 / 106                                   | 7                                          |                                            |
| 1985 | 1.º                                        | 1 260 113                                  | 21,0 / 100,0                               | 1,7                                        | 25 / 106                                   | 3                                          |                                            |
| 1987 | 1.º                                        | 1 169 377                                  | 19,2 / 100,0                               | 1,8                                        | 22 / 105                                   | 3                                          |                                            |
| 1991 | 1.º                                        | 1 028 699                                  | 16,8 / 100,0                               | 2,4                                        | 20 / 70                                    | 2                                          |                                            |
| 1995 | 1.º                                        | 1 009 656                                  | 16,8 / 100,0                               | Estável                                    | 7 / 40                                     | 13                                         |                                            |
| 1999 | 2.º                                        | 913 508                                    | 14,7 / 100,0                               | 2,1                                        | 6 / 40                                     | 1                                          |                                            |
| 2003 | 3.º                                        | 832 849                                    | 12,7 / 100,0                               | 2,0                                        | 6 / 40                                     | Estável                                    |                                            |
| 2007 | 1.º                                        | 1 287 389                                  | 19,4 / 100,0                               | 6,7                                        | 7 / 40                                     | 1                                          | Coligação com N-VA                         |
| 2010 | 3.º                                        | 646 375                                    | 10,0 / 100,0                               | 9,4                                        | 4 / 40                                     | 3                                          |                                            |

### Eleições regionais

#### Flandres
| Data | CI. | Votos     | %            | +/- | Deputados | +/- | Status   | Aliança            |
| ---- | --- | --------- | ------------ | --- | --------- | --- | -------- | ------------------ |
| 1995 | 1.º | 1 010 505 | 26,8 / 100,0 |     | 37 / 124  |     | Governo  |                    |
| 1999 | 1.º | 857 732   | 22,1 / 100,0 | 4,7 | 30 / 124  | 7   | Governo  |                    |
| 2004 | 1.º | 1 060 580 | 26,1 / 100,0 | 4,0 | 29 / 124  | 1   | Oposição | Coligação com N-VA |
| 2009 | 1.º | 939 873   | 22,9 / 100,0 | 3,2 | 31 / 124  | 2   | Governo  |                    |
| 2014 | 2.º | 860 694   | 20,5 / 100,0 | 2,4 | 27 / 124  | 4   | Governo  |                    |
| 2019 | 3.º | 652 766   | 15,4 / 100,0 | 5,1 | 19 / 124  | 8   |          |                    |

#### Bruxelas
| Data                                      | CI. | Votos  | %            | +/- | Deputados | +/-     | Status  | Aliança            |
| ----------------------------------------- | --- | ------ | ------------ | --- | --------- | ------- | ------- | ------------------ |
| 1989                                      | 6.º | 18 523 | 4,2 / 100,0  |     | 4 / 75    |         | Governo |                    |
| 1995                                      | 7.º | 13 586 | 3,3 / 100,0  | 0,9 | 3 / 75    | 1       | Governo |                    |
| 1999                                      | 6.º | 14 284 | 3,4 / 100,0  | 0,1 | 3 / 75    | Estável | Governo |                    |
| Resultados referentes ao colégio flamengo |     |        |              |     |           |         |         |                    |
| 2004                                      | 4.º | 10 482 | 16,8 / 100,0 |     | 3 / 17    | Estável | Governo | Coligação com N-VA |
| 2009                                      | 4.º | 7 696  | 14,9 / 100,0 | 1,9 | 3 / 17    | Estável | Governo |                    |
| 2014                                      | 5.º | 6 105  | 11,4 / 100,0 | 3,5 | 2 / 17    | 1       | Governo |                    |
| 2019                                      | 6.º | 5 231  | 7,5 / 100,0  | 3,9 | 1 / 17    | 1       |         |                    |

### Eleições europeias

#### Resultados referentes ao colégio flamengo
| Data | CI. | Votos     | %            | +/-  | Deputados | +/-     | Aliança            |
| ---- | --- | --------- | ------------ | ---- | --------- | ------- | ------------------ |
| 1979 | 1.º | 1 607 941 | 48,1 / 100,0 |      | 7 / 13    |         |                    |
| 1984 | 1.º | 1 132 682 | 32,5 / 100,0 | 15,6 | 4 / 13    | 3       |                    |
| 1989 | 1.º | 1 247 075 | 34,1 / 100,0 | 1,6  | 5 / 13    | 1       |                    |
| 1994 | 1.º | 1 013 266 | 27,4 / 100,0 | 6,6  | 4 / 14    | 1       |                    |
| 1999 | 2.º | 839 720   | 21,7 / 100,0 | 5,7  | 3 / 14    | 1       |                    |
| 2004 | 1.º | 1 131 119 | 28,2 / 100,0 | 6,5  | 3 / 14    | Estável | Coligação com N-VA |
| 2009 | 1.º | 948 123   | 23,3 / 100,0 | 4,9  | 3 / 13    | Estável |                    |
| 2014 | 3.º | 840 594   | 20,0 / 100,0 | 3,3  | 2 / 12    | 1       |                    |
| 2019 | 4.º | 617 651   | 14,5 / 100,0 | 5,5  | 2 / 12    | Estável |                    |